# Chavez-Nunatak
Der Chavez-Nunatak (spanisch Nunatak Chavez) ist ein etwas isolierter Nunatak an der Oskar-II.-Küste des Grahamlands auf der Antarktischen Halbinsel. Auf der Jason-Halbinsel ragt er südöstlich des Medea Dome auf.
Argentinische Wissenschaftler benannten ihn. Der weitere Benennungshintergrund ist nicht überliefert.